# Les Ambassadeurs (roman)
Pour les articles homonymes, voir Ambassadeur (homonymie).
Ne doit pas être confondu avec Les Ambassadeurs.
Les Ambassadeurs (The Ambassadors) est un roman américain d'Henry James, paru en 1903.
Le roman est d'abord publié en feuilleton dans la North American Review.

## Résumé
Lambert Strether accepte de se charger de la mission de se rendre à Paris à la poursuite du fils de sa fiancée, Tchad Newsome, qu'il doit tirer des griffes d'une aventurière pour le ramener dans le giron familial. Il doit bientôt affronter des complications inattendues. Il fait d'abord escale en Angleterre, où il rencontre Maria Gostrey, une Américaine qui a vécu pendant des années à Paris, et dont l'esprit cynique et les opinions singulières commencent à secouer les idées arrêtées de Strether. 
À Paris, Strether trouve sans peine un Tchad qui l'impressionne par le lustre que le jeune homme semble avoir acquis pendant son long séjour européen. Tchad donne une garden-party, et Strether y rencontre Marie de Vionnet, une belle femme de mœurs irréprochables, bien que séparée de son mari, et Jeanne, sa fille tout aussi exquise. Strether ne sait trop si Tchad est lié à la mère ou à la fille, d'autant que lui-même se sent attiré par Marie de Vionnet, et qu'il soupçonne que ce sentiment est partagé. Aussi remet-il en question sa mission et même le mariage projeté avec la mère de Tchad, là-bas, en Amérique.
De ses impressions sur la culture française, Strether s'ouvre à Little Bilham, un ami de Tchad, avouant qu'il voit maintenant ce que la vie a de mieux à lui offrir, car il commence à prendre plaisir aux beautés de la capitale française. À l'inverse, Waymarsh, le compagnon de voyage américain de Strether, refuse de se laisser séduire par les charmes de l'Europe. 
Pendant ce temps, au Massachusetts, Mme Newsome, la fiancée de Strether et la mère de Tchad, n'en peut plus d'attendre et, pour faire revenir son fils, fait bientôt appel à de nouveaux ambassadeurs, dont Sarah Pocock, la sœur même de Tchad, qui remet en question, non sans dureté, l'impression de Strether à l'effet que Tchad se soit « amélioré » en Europe. Toute pétrie de sa morale américaine, elle condamne Marie de Vionnet, qu'elle considère indécente, et exige que son frère retourne immédiatement en Amérique. 
Pour échapper à ses ennuis, Strether s'accorde une brève incartade dans la campagne française et, dans une auberge, rencontre accidentellement Tchad et Marie : il comprend alors toute l'étendue de leur liaison. De retour à Paris, il conseille à Tchad de ne pas abandonner Marie, mais lui-même ne se sent plus à son aise en Europe. Il refuse une proposition de mariage de la part de Maria Gostrey et prend le prochain bateau pour les États-Unis.

## Commentaires
Le roman offre la particularité d'une narration à la troisième personne qui adopte le seul point de vue de Strether.
Dans la préface à sa parution dans New York Edition, James place ce livre au sommet de ses réussites, ce qui provoqua quelques remarques désapprobatrices.

## Éditions
Éditions originales en anglais
- (en) Henry James, The Ambassadors, Londres, Methuen, 1903 — Édition britannique
- (en) Henry James, The Ambassadors, New York, Harpers & Brothers, 1903 — Édition américaine

Éditions françaises
- (fr) Henry James (auteur) et Georges Belmont (traducteur), Les Ambassadeurs [« The Ambassadors »], Paris, Éditions Robert Laffont, coll. « Pavillons », 1950, 512 p. (BNF 32278100)
- (fr) Henry James (auteur) et Jean Pavans (traducteur) (trad. de l'anglais), Les Ambassadeurs [« The Ambassadors »], Paris, Le Bruit du temps, 2010, 699 p. (ISBN 978-2-35873-025-9, BNF 42293097) Cette dernière traduction rétablit pour la première fois en français l'intégralité du texte et l'ordre original des chapitres qui avait été modifié dans la première traduction.La raison en était que deux chapitres avaient été intervertis dans toutes les éditions depuis la première édition américaine. Depuis 1959, l'ordre de ces deux chapitres a été rétabli, conformément à l'édition Methuen.